# Дузь Іван Михайлович
Іва́н Миха́йлович Ду́зь (18 листопада 1919 — 21 листопада 1994) — літературознавець, критик, доктор філологічних наук, професор.

## Життєпис
Іван Михайлович Дузь народився 18 листопада 1919 р. в м. Волочиську (нині Хмельницька область України) в сім'ї робітника.
Учасник війни 1941—1945 років. Воював з липня 1941 до травня 1945 року, був поранений. Починав війну лейтенантом, закінчив — капітаном, командиром мінометної батареї.
Працював учителем Волочиської середньої школи № 1, журналістом.
У 1947 році закінчив перерване війною навчання на філологічному факультеті Одеського державного університету імені І. І. Мечникова, а згодом — аспірантуру.
В 1954—1955 роках працював старшим викладачем кафедри української літератури Одеського державного педагогічного інституту імені К. Д. Ушинського.
В 1954 році захистив дисертацію на здобуття наукового ступеня кандидата філологічних наук. У 1950-ті роки редагував газету Одеського держуніверситету «За наукові кадри».
В 1967 році захистив дисертацію «Остап Вишня і розвиток української радянської сатири та гумору» на здобуття наукового ступеня доктора філологічних наук. У 1970 рокі присвоєно вчене звання професора.
В 1957—1964 роках та у 1970—1981 роках був деканом філологічного факультету Одеського державного університету. У 1972—1988 роках завідував кафедрою української літератури, а в 1988—1994 роках обіймав посаду професора.
Член спілки письменників УРСР (1962). Очолював Одеську організацію СПУ.
Помер 21 листопада 1994 року в м. Одеса. Похований на 2-му християнському кладовищі.

## Науково-творча діяльність
Є автором праць з історії української літератури, методології та методики викладання літератури, публіцистичних творів, нарисів.

### Деякі праці
- Дузь І. Павло Усенко: критико-біографічний нарис. — К., 1958. — 133 с.
- Дузь І. М. Олександр Корнійчук: літературний портрет. — К., 1963. — 136 с.
- Дузь І. Остап Вишня: життя і творчість. — К., 1965. — 250 с.
- Дузь І. М. Петро Панч. — К., 1968. — 133 с.
- Дузь І. М. Вивчення творчості Остапа Вишні в школі. — Киш., 1970. — 128 с.
- Дузь І. З любов'ю до людей.// Вишня Остап. Вишневі усмішки: Усмішки, фейлетони, нариси. — Одеса, 1978. — С. 5 — 8.

## Нагороди
- Ордени:
  - Червоного прапора
  - три ордени Вітчизняної війни 1-го ст.
  - «Знак пошани»
  - Кирила та Мефодія 1-го ст. (Болгарія)
- Медаль «За перемогу над Німеччиною у Великій Вітчизняній війні 1941—1945 рр.» та інші.
- Звання «Заслужений працівник культури Української РСР.»
- Почесна відзнака Предидента України (1994)